# Радислав Никчевић
Радислав Никчевић (Стубица, код Никшића, 23. јануар 1917 — Милошево, код Јагодине, август 1941) био је учесник Народноослободилачке борбе и народни херој Југославије.

## Биографија
Рођен је 23. јануара 1917. године у селу Стубица, код Никшића. Године 1919. његова породица се преселила у Јагодину.
Завршио је Правни факултет у Београду, 1938. године и радио је као адвокатски приправник у Јагодини.
У чланство Комунистичке партије Југославије (КПЈ) примљен је 1935. године и био је секретар Окружног комитета КПЈ за Моравски округ.
Учесник Народноослободилачке борбе је од 1941. године.
Августа 1941. године, заједно са Гојком Друловићем је маскиран у сељака пошао возом у Рачу Крагујевачку. Немачки војници су их скинули из воза у Јагодини и одвели у Команду места. У Команди места су Радислава почели мучити, а он је извадио скривени пиштољ и почео пуцати. Ову насталу гужву искористио је Гојко Друловић и побегао. После овога Радислава су претукли и провели га кроз центар Јагодине. Потом су га одвели у Милошево и тамо стрељали, заједно са оцем Илијом.
Указом Председништва АВНОЈ-а постхумно је 6. јула 1945. одликован Орденом братства и јединства првог реда. Указом Президијума Народне скупштине ФНРЈ 7. јула 1951. проглашен је за народног хероја.
По њему се зове ОШ "Радислав Никчевић" у Мајуру.
Најстарија установа културе у Поморавском округу тј. Народна библиотека у Јагодини носи његово име.